# فولکس‌واگن لوپو جی‌تی‌آی

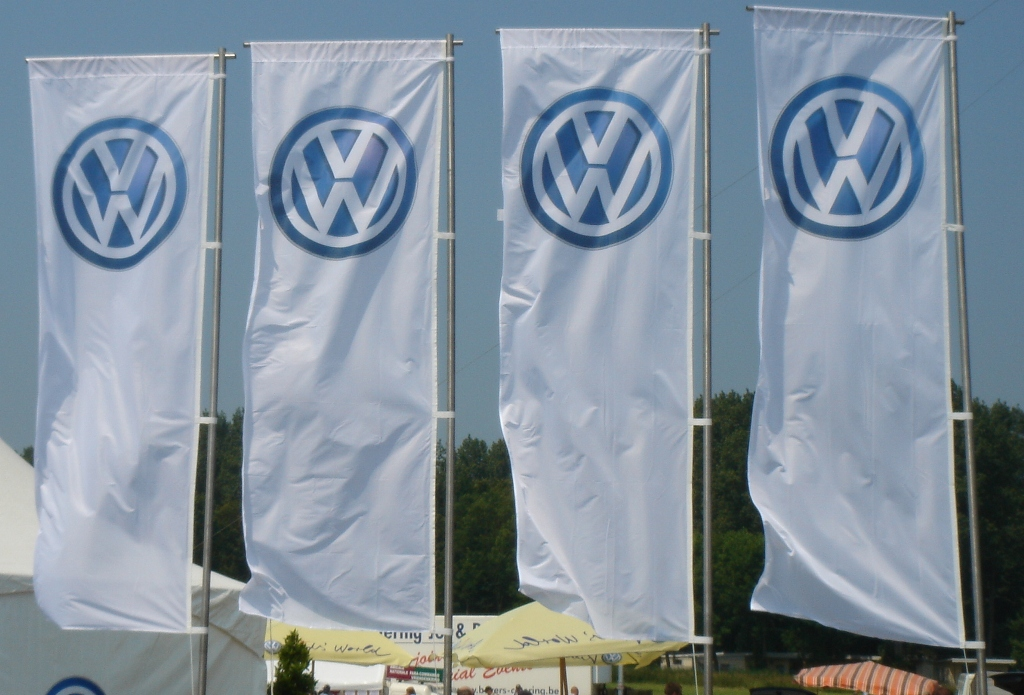

فولکس‌واگن لوپو جی‌تی‌آی‌ (Volkswagen Lupo GTI) خودرویی است که در سال‌های ۱۹۹۹ تا ۲۰۰۵ (۶۳۷۰ Produced)در آلمان تولید شده‌است. 
این خودرو در کلاس خودرو شهری قرار گرفته، ‌است. 
موتور آن ۱۵۹۸ سی‌سی سیستم جعبه‌دندهٔ آن به صورت دستی است.